# Brouviller
Brouviller – miejscowość i gmina we Francji, w regionie Grand Est, w departamencie Mozela.
Według danych na rok 1990 gminę zamieszkiwało 338 osób, a gęstość zaludnienia wynosiła 30 osób/km² (wśród 2335 gmin Lotaryngii Brouviller plasuje się na 717. miejscu pod względem liczby ludności, natomiast pod względem powierzchni na miejscu 515.).